# Haplogona oculodistincta
Haplogona oculodistincta är en mångfotingart som först beskrevs av Karl Wilhelm Verhoeff 1893.  Haplogona oculodistincta ingår i släktet Haplogona och familjen Verhoeffiidae. Inga underarter finns listade i Catalogue of Life.